# Alexteroon hypsiphonus
Alexteroon hypsiphonus е вид земноводно от семейство Hyperoliidae. Видът е незастрашен от изчезване.

## Разпространение
Разпространен е в Габон, Камерун и Република Конго.